# Al Horford
Alfred Joel Horford Reynoso, znany również jako Al Horford (ur. 3 czerwca 1986 w Puerto Plata) – dominikański koszykarz, występujący na pozycji środkowego, obecnie zawodnik Boston Celtics.
Wraz z drużyną uczelni Floryda (Florida Gators) zdobył mistrzostwo NCAA w 2007 roku (w finale zdobył 18 pkt i miał 12 zbiórek). W tym samym roku został wybrany w drafcie do NBA w pierwszej rundzie z numerem trzecim przez Atlanta Hawks. Na koniec sezonu 2007/2008 zajął drugie miejsce w głosowaniu na debiutanta roku.
Jest synem byłego zawodnika NBA Tito Horforda oraz dziennikarki Arelis Reynoso.
8 lipca podpisał 4-letni kontrakt, wart 113 milionów dolarów z zespołem Boston Celtics.
10 lipca 2019 został zawodnikiem Philadelphia 76ers.
8 grudnia 2020 trafił w wyniku wymiany do Oklahoma City Thunder. 18 czerwca 2021 został wytransferowany do Boston Celtics.

## Osiągnięcia
Stan na 23 lipca 2021, na podstawie, o ile nie zaznaczono inaczej.
NCAA
- 2-krotny mistrz NCAA (2006, 2007)
- Uczestnik:
  - rundy 32 turnieju NCAA (2005)
  - turnieju NCAA (2005–2007)
- Mistrz:
  - turnieju konferencji Southeastern (SEC – 2005–2007)
  - sezonu regularnego konferencji SEC (2007)
- Zaliczony do:
  - I składu:
    - NCAA Final Four (2007 przez AP)[11]
    - SEC (2007)
    - turnieju:
      - konferencji SEC (2007)
      - Coaches vs. Classic (2006)

  - II składu:
    - All-American (2007 przez NABC)
    - SEC (2006)

  - III składu All-American (2007 przez AP)
  - MVP turnieju konferencji SEC (2007)[12]

NBA
- Mistrz NBA (2024)
- Uczestnik:
  - meczu gwiazd NBA (2010–2011, 2015, 2016[a], 2018)
  - Rising Stars Challenge (2008, 2009)
  - Skills Challenge (2018)
- Zaliczony do:
  - I składu debiutantów NBA (2008)[14]
  - II składu defensywnego NBA (2018)[15]
  - III składu NBA (2011)
- Zwycięstwa konkursu Shooting Stars (2011)
- Zawodnik:
  - miesiąca NBA (styczeń 2015)
  - tygodnia NBA (26.11.2012, 22.12.2014, 19.01.2015)
- Debiutant miesiąca (listopad 2007, luty, marzec 2008)

Reprezentacja
- Mistrz Ameryki Środkowej (2012)
- Brązowy medalista:
  - Ameryki (2011)
  - Ameryki Środkowej (2008)
  - Kontynentalnego Pucharu Tuto Marchanda (2011)
- Zaliczony do składu najlepszych zawodników mistrzostw Ameryki (2009, 2011)
- Uczestnik:
  - kwalifikacji olimpijskich (2012)
  - mistrzostw:
    - Ameryki (2009 – 5. m, 2011)
    - Ameryki Środkowej (2008, 2012)